# Тривун Бундало
Тривун-Триво Бундало (1842–19??), рођен у Хашанима (данас Крупа на Уни) у српској православној породици (која је припадала братству Богуновића), од оца Јована и мајке Деве.

Попут огромне већине породица (са 36 различитих презимена) из братства Богуновића и његова породица (Бундало) имала је Крсну славу „Јовањдан“ (Свети Јован Крститељ).
Крајишки војвода Бундало је био један од вођа Босанско-херцеговачког устанка (1875—1878), односно савременик и саборац другим српским крајишкиим војводама, као што су Петар Поповић Пеција (1826—1875), Голуб Бабић (1824—1910), Перо Крецо (1846—1907), поп Василије Ковачевић (1844—1896), Триво Јерковић Амелица (1832—1906), поп Јово Гак и Симо Давидовић.

## Политичко ангажовање
Као четовођа изабран је 29. септембра 1877. године у привремену босанску владу председника Владимира Јонина.
Владу су чинили:
- Владимир Семјонович Јонин (Рус) - председник
- Јово Ерцег Скобла (Србин) - заменик председника

Чланови:
- Јово С. Билбија (Србин) - секретар
- Голуб Бабић (Србин) - војвода
- Вид Милановић (Србин) - војвода
- Перо Крецо (Србин) - војвода
- поп Василије Ковачевић (Србин) - четовођа
- поп Јово Пећанац (Србин) - четовођа
- Тривун Бундало (Србин) - четовођа
- Дамјан Ђурица (Србин) - четовођа
- Илија Шевић (Србин) - четовођа
- Илија Тривић (Србин) - четовођа
- Божо Љубоја (Србин) - четовођа
- фра Бонавентура-Боно Дрежњак (Хрват) - четовођа
- Нико Буро (Хрват) - четовођа
- Мато Јурета (Хрват) - четовођа

## Галерија
- Текст o Триви Бундалу (1842-19??), српском војводи у Босанско-херцеговачком устанку 1875-1878.